# Forêt des Cèdres

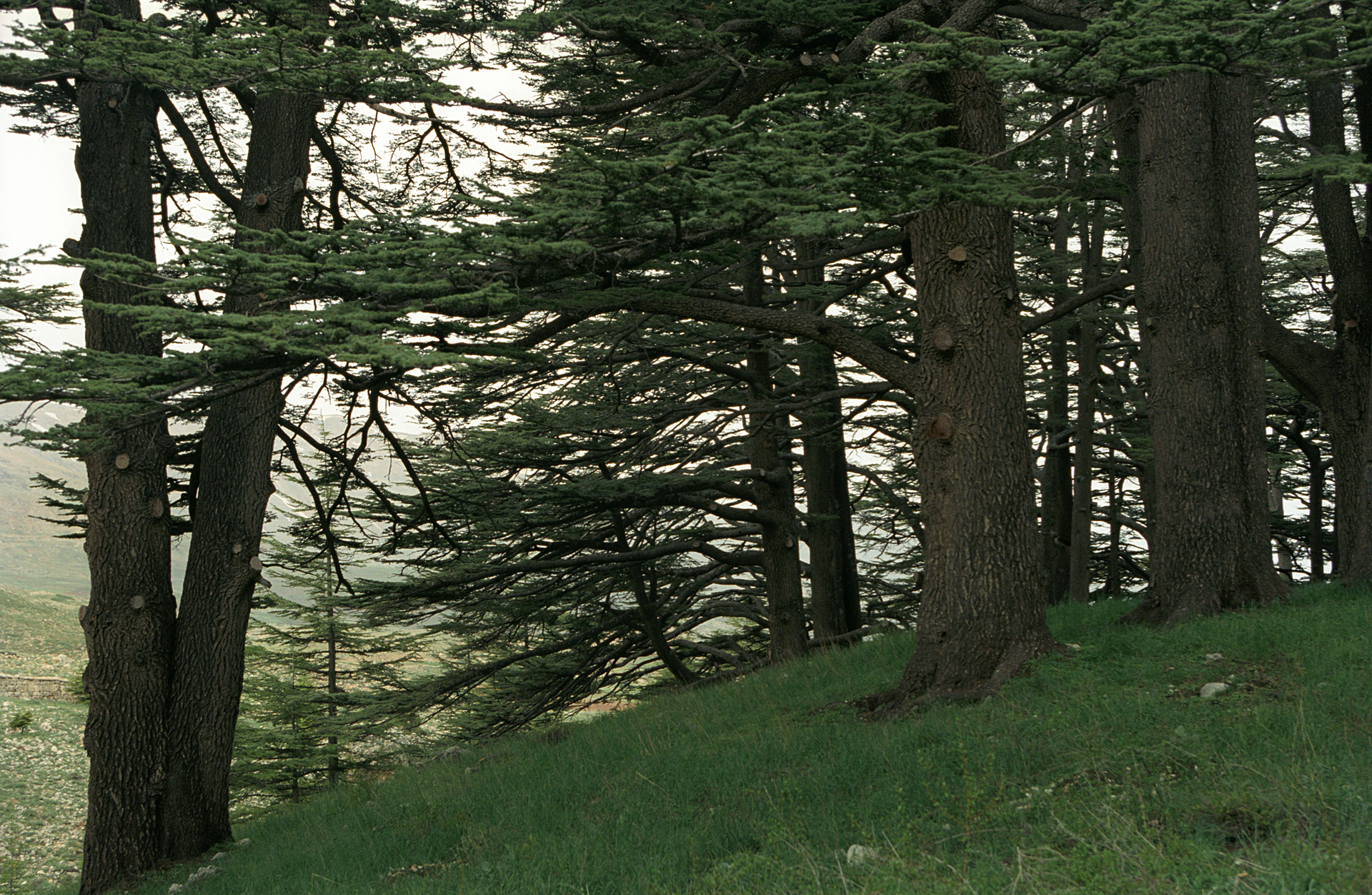
Forêt de cèdres au Liban.

La Forêt des Cèdres est, dans la mythologie mésopotamienne, le séjour des dieux. La forêt est gardée par le géant demi-dieu Humbaba. Dans l'Épopée de Gilgamesh, la forêt est traversée par Gilgamesh et Enkidu (récit des quatrième, cinquième et sixième tablettes).

## La Forêt des Cèdres dans l'Épopée de Gilgamesh
Dans le récit mythique de l'Épopée de Gilgamesh, la forêt est le lieu où est implanté le sanctuaire de la déesse Irnini, et où réside le gardien géant Humbaba, que Gilgamesh doit combattre.